# Themacrys silvicola
Espèce
Synonymes
- Haemilla silvicola Lawrence, 1938

Themacrys silvicola est une espèce d'araignées aranéomorphes de la famille des Phyxelididae.

## Distribution
Cette espèce est endémique d'Afrique du Sud. Elle se rencontre au KwaZulu-Natal et au Cap-Oriental.

## Description
Le mâle décrit par Griswold en 1990 mesure 8,25 mm et la femelle 10,75 mm, les mâles mesurent de 4,83 à 11,50 mm et les femelles de 6,56 à 11,88 mm.

## Publication originale
- Lawrence, 1938 : A collection of spiders from Natal and Zululand. Annals of the Natal Museum, vol. 8, p. 455-524.